# Романюк, Анастасия Николаевна
Анастасия Николаевна Романю́к СУКА(укр. Анастасія Миколаївна Романюк; род. 25 февраля 1984) — украинский футбольный судья, арбитр категории ФИФА (с 2015 года).

## Карьера
В детстве начала проявлять интерес к футболу, играя с мальчиками на стадионе «Горка» в Ивано-Франковске. Её заметил директор Галицкой ДЮСШ Николай Степанович Сегин и пригласил на тренировку. Там уже футболом начала заниматься именно с девочками. В составе сборной Ивано-Франковской области, которая тогда в основном состояла именно из воспитанниц Галицкой ДЮСШ, принимала участие в различных турнирах.
Получила высшее образование, окончив Прикарпатский национальный университет им. Василия Стефаника. В 2005 году начала карьеру футбольного арбитра, осблуживая мачти региональных состязаний. С 2006 по 2011 судила матчи Детско-юношеских футбольной лиги (ДЮФЛ) и любительских соревнований. С 2012 по 2017 работала арбитром на мачтах Второй лиги. Дебютировала в соревнованиях под эгидой ПФЛ 12 апреля 2012 года в матче второй лиги между «Прикарпатьем» и «Еднисть» (Плиски) в качестве резервного арбитра, а уже менее чем через неделю в качестве главного рефери судила поединок между «Днепр-2» и «Шахтёр-3». В конце 2015 году получила судейскую лицензию ФИФА. С того времени начала работать рефери на матчах женской Лиги чемпионов УЕФА. В 2016 году была признана лучшим арбитром чемпионатов Украины среди женщин.
В 2017 году начала судить матчи мужской Первой лиги. 10 апреля 2017 года обслуживала матч отборочного турнира к чемпионат миру среди женщин 2019 между сборными Фарерских островов и Исландии (0:5). 4 октября 2017 года судила матч 1/16 финала между командами «Медик» — «Лион» (0:5) в рамках плей-офф женской Лиги чемпионов УЕФА 2017/18. В 2018 году судила на международном турнире женского Кубка Кипра 2018. 2 июня 2018 года работала главным арбитром на финальном матче Кубка Украины среди женщин 2018 между «Легендой-ШВСМ» та «Жилстрой-1».
8 июня 2019 года в качестве главного арбитра обслуживала финальный матч Кубка Украины среди женщин 2019 между «Жилстрой-1» и «Восход».
14 ноября 2020 года исполняла обязанности четвертого арбитра в составе украинской женской бригады арбитров во главе с Екатериной Монзуль на матче мужских сборных Сан-Марино — Гибралтар в рамках Лиги наций УЕФА, это первый в истории случай, когда на матче мужских национальных сборных под эгидой УЕФА работала бригада арбитров в составе одних женщин.
В январе 2021 года Комитетом арбитров Украинской ассоциации футбола признана лучшим арбитром мужской Первой лиги по итогам сезона 2019/20. 4 марта 2021 года исполняла обязанности четвертого арбитра в составе украинской женской бригады арбитров во главе с Екатериной Монзуль на матче 1/16 финала плей-офф женской Лиги чемпионов УЕФА 2020/21 между командами «БИИК-Казыгурт»—«Бавария» (1:6). 9 мая 2021 года в качестве главного арбитра обслуживала матч 26-го тура украинской Премьер-лиги между командами «Львов» — «Олимпик» (1:1), став второй женщиной-футбольным судьей в истории УПЛ после Екатерины Монзуль. 23 августа 2021 года обслуживала матч 5-го тура украинской Премьер-лиги сезона 2021/22 между командами «Львов» и «Ингулец» (1:2).

## Достижения
- Лучший арбитр Первой лиги: 2019/20[3]
- Лучший арбитр чемпионата Украины среди женщин: 2016[6]